# كارل ويلوش لودفيغ هورن
كارل ويلوش لودفيغ هورن (بالنرويجية البوكمول: Carl Willoch Ludvig Horn)‏ هو كاتب نرويجي، ولد في 21 أغسطس 1841 في كريستيانساند في النرويج، وتوفي في 13 أغسطس 1913.